# Illa Robertson
L'Illa Robertson és una illa coberta de neu, de 15 quilòmetres de llarg en direcció nord-oest sud-est i de 9 quilòmetres d'ample, a la costa est de la península Antàrtica.
El capità Carl Anton Larsen va descobrir l'illa Robertson a bord del Jason el 9 de desembre de 1893. Larsen l'anomenà illa Robertson per William Robertson, copropietari de Woltereck i Robertson, l'empresa d'Hamburg que el va enviar a l'Antàrtic.